# Equipo de Copa Davis de Japón
El equipo japonés de Copa Davis es el representativo de Japón en la máxima competición internacional a nivel de naciones del tenis. Comenzó a participar en el año 1921. Su mejor actuación fue en la 1921 cuando perdió en la final contra Estados Unidos por 5-0.

## Plantel
| Jugador            | Individuales | Dobles |
| ------------------ | ------------ | ------ |
| Go Soeda           | 24 - 10      | 2 - 2  |
| Yuichi Sugita      | 8 - 5        | 1 - 5  |
| Ben McLachlan      | 0 - 0        | 1 - 2  |
| Yasutaka Uchiyama  | 2 - 1        | 3 - 8  |
| Taro Daniel        | 4 - 6        | -      |
| Yoshihito Nishioka | 3 - 2        | 0 - 2  |